# Стербриџ (Масачусетс)
Стербриџ (енгл. Sturbridge) насељено је место без административног статуса у америчкој савезној држави Масачусетс.

## Демографија
По попису из 2010. године број становника је 2.253, што је 206 (10,1%) становника више него 2000. године.
| Група             | 2000.         | 2010.         |
| Белци             | 1.981 (96,8%) | 2.077 (92,2%) |
| Афроамериканци    | 2 (0,1%)      | 8 (0,4%)      |
| Азијати           | 42 (2,1%)     | 66 (2,9%)     |
| Хиспаноамериканци | 17 (0,8%)     | 78 (3,5%)     |
| Укупно            | 2.047         | 2.253         |